# Kahoot!
Kahoot! es una plataforma gratuita que permite la creación de cuestionarios de evaluación. Es una herramienta por donde el profesor crea cuestionarios en el aula para aprender o reforzar el aprendizaje y donde los alumnos son los participantes. Los alumnos eligen su nombre de usuario y contestan una serie de preguntas por medio de un dispositivo móvil. Existen 2 modos de juego: en grupo o individual. Las partidas de preguntas son accesibles por todos los usuarios de manera que pueden ser reutilizadas e incluso modificadas para garantizar el aprendizaje. Se puede modificar el tiempo de cuenta atrás, las posibles respuestas y se pueden añadir fotos o vídeos. Finalmente gana quien obtenga mayor puntuación.
También a pesar de su uso educativo también se puede usar como método de entretenimiento para hacer cuestionarios sobre videojuegos, cultura general, marcas famosas, entre muchas otras más, fomentando el aprendizaje por medio de manera educativa y lúdica

## Historia
Kahoot! fue fundado en un proyecto realizado por la Universidad Noruega de Ciencia y Tecnología en Trondheim, Noruega. Se unieron con Alf Inge Wang, y posteriormente con Åsmund Furuseth  logos de marcas famosas por Universidad Complutense de Madrid. Kahoot! se lanzó en una versión beta privada en SXSWedu en marzo de 2013 y la versión beta se lanzó al público en septiembre de 2013. Desde su lanzamiento, Sergio Mena se ha convertido en el principal impulsor de la plataforma en el ámbito académico español.

## Características
Esta aplicación se engloba dentro del aprendizaje móvil electrónico (M-learning en inglés) y de la ludificación (Gamification en inglés), así como en Bring your own device, permitiendo al alumnado aprender por medio del juego pero fuera de un contexto lúdico. La idea es que el alumno aprenda jugando dentro del aula para que la experiencia de aprendizaje sea más motivadora.
Para crear un kahoot! es necesario que el profesor se registre en una web. En ella, podrá crear cuestionarios nuevos, adaptándose así a las necesidades específicas del aula. Además, podrá disponer de un repositorio de cuestionarios creados y publicados en la web por otros usuarios. Una vez que ha creado el cuestionario ofrece a los alumnos un código PIN que les permite acceder al juego en otra página web (kahoot.it) a la que accederán desde sus dispositivos móviles o a través de la App.
Para empezar a jugar es tan sencillo como proyectar en clase las preguntas del concurso y los alumnos por medio de sus dispositivos móviles u ordenadores y contestar la opción que crean correcta. Al finalizar, cada alumno puede conocer su puntuación y se establece un ranking con las mismas. Esta puntuación dependerá de la cantidad de respuestas correctas, y también de la velocidad de respuesta. El papel del profesor pasa a un segundo plano, siendo los mismos alumnos los protagonistas de la sesión educativa. Las funciones del docente se reducen a ser un mero presentador del juego, presentar y explicar el funcionamiento del mismo; así como leer las preguntas y justificar las respuestas en caso necesario con la meta de aclarar posibles dudas. También el profesor puede establecer un sistema de recompensas para los mejores. La aplicación permite exportar los resultados a Excel o incluirlos en Google Drive, para que el profesor pueda disponer de los mismos para el proceso de evaluación.

## Kahoots promueven el aprendizaje en el aula[2]
Como explica Miguel Ángel D’Acosta Balbín, maestro de Educación Primaria y Especial en el Colegio Calderón de la Barca (Sevilla), “cada alumno ve en la pantalla de clase las preguntas y tiene que responderlas desde su dispositivo. Por cada respuesta correcta, recibe una puntuación según la modalidad elegida (individual o grupal)”. En este sentido, es posible trabajar con cuatro tipos de Kahoot! Quiz: la respuesta correcta se escoge de entre diversas alternativas; Jumble: desafía a colocar las respuestas en el orden correcto en lugar de seleccionar una sola opción válida; Discussion: para generar debates; y Survey: a diferencia de los cuestionarios, en estas encuestas no se emplean sistemas de puntuación o existen respuestas correctas e incorrectas; el profesor recurre a ellas para saber lo que han aprendido los alumnos y los gráficos de barras que van apareciendo ayudan a guiar la prueba.
La mecánica del Kahoot! proporciona de este modo una gran facilidad a la hora de aplicar elementos propios de la gamificación. “Con un mínimo trabajo previo se logra un enorme rendimiento en el aula, y mientras repasas o evalúas un tema consigues un alto grado de motivación en el alumnado”, afirma Pablo Jesús Díaz Tenza, profesor de Primaria en el Colegio CEU Jesús María (Alicante).
Otra característica de los Kahoot! es que se obtienen automáticamente los resultados del ejercicio a través de unos gráficos que muestran los aciertos y los errores de los estudiantes, que pueden ver qué fallos han cometido para mejorar. “En cierto modo, esa puntuación crea una interacción alumno-juego que lo hace estar en constante vínculo con él”, añade D’Acosta.
Para todas las etapas y asignaturas
Los profesores pueden utilizar Kahoot! para cualquier asignatura y nivel educativo como Primaria y Secundaria; incluso en Infantil porque, aunque los niños no sepan leer aún, “se pueden utilizar imágenes y que el docente lea las preguntas”, apunta Díaz.
Por su parte, Guijosa comenta en este post de su blog Profe Novato que ha realizado varios campeonatos en 4º de la ESO en Latín a nivel individual (el tema fue la República Romana) y por parejas (para trabajar conceptos de lengua y traducción), y que los resultados han sido muy positivos. “El alumnado se divierte a la vez que repasa o realiza un cuestionario para ser evaluado. Esas mismas ganas de realizarlo aporta positivismo y entusiasmo por hacer algo, hecho esencial en las aulas”, declara.
La experiencia de D’Acosta ha resultado muy gratificante también, sobre todo cuando ha tratado contenidos que pueden resultar algo más abstractos como la división de dos cifras. En su caso, mediante varios vídeos, creó un test de respuesta múltiple para trabajar contenidos de la asignatura de Matemáticas, desarrollando al mismo tiempo otras competencias como la digital o la lingüística. Luego, lo completó con un bingo de divisiones que ayudó a consolidar los conocimientos de manera estimulante y motivadora a través del juego y la cooperación entre iguales.
Aprendizaje cooperativo, mayor motivación…
Tanto si un Kahoot! se desarrolla a nivel individual como en grupo, los beneficios son diversos. Se fomenta el aprendizaje cooperativo, el feedback que obtiene el docente es inmediato, los estudiantes adquieren una actitud más participativa, se pueden utilizar como evaluación inicial o para conocer la opinión que tienen los alumnos sobre un tema, desarrollar actividades grupales…
Sin embargo, conviene ser precavidos y no abusar de este recurso. “Como toda estrategia de juego, cuando la repites hasta la saciedad pierde interés. A no ser que seas un experto creando narrativas y aplicando la gamificación de forma profesional, el hecho de utilizar juegos como herramientas de aprendizaje no garantiza la motivación en sí misma”, concluye Guijosa..